# Ardisia alabastro-alata
Ardisia alabastro-alata är en viveväxtart som beskrevs av A. Taton. Ardisia alabastro-alata ingår i släktet Ardisia och familjen viveväxter. Inga underarter finns listade i Catalogue of Life.